# Knihovna Louise Notariho
Knihovna Louise Notariho (francouzsky Bibliothèque Louis Notari) je národní knihovnou Monaka a součástí Mediatéky Monaka (francouzsky Médiathèque de Monaco). Byla založena v roce 1909 knížetem Albertem I. Monackým a v roce 1925 začala plnit funkci národní knihovny. V roce 1980 byla pojmenována po Louisi Notarim, monackém (monégasqueském) básníkovi a gramatikovi. Slouží jako veřejná výpůjční knihovna a jako instituce uchovávající sbírky týkající se monackého dědictví. Má právo povinného výtisku na všechny knihy vydané, vytištěné či prodávané v Monaku a do Monaka importované.

## Budovy asbírky Mediatéky Monaka

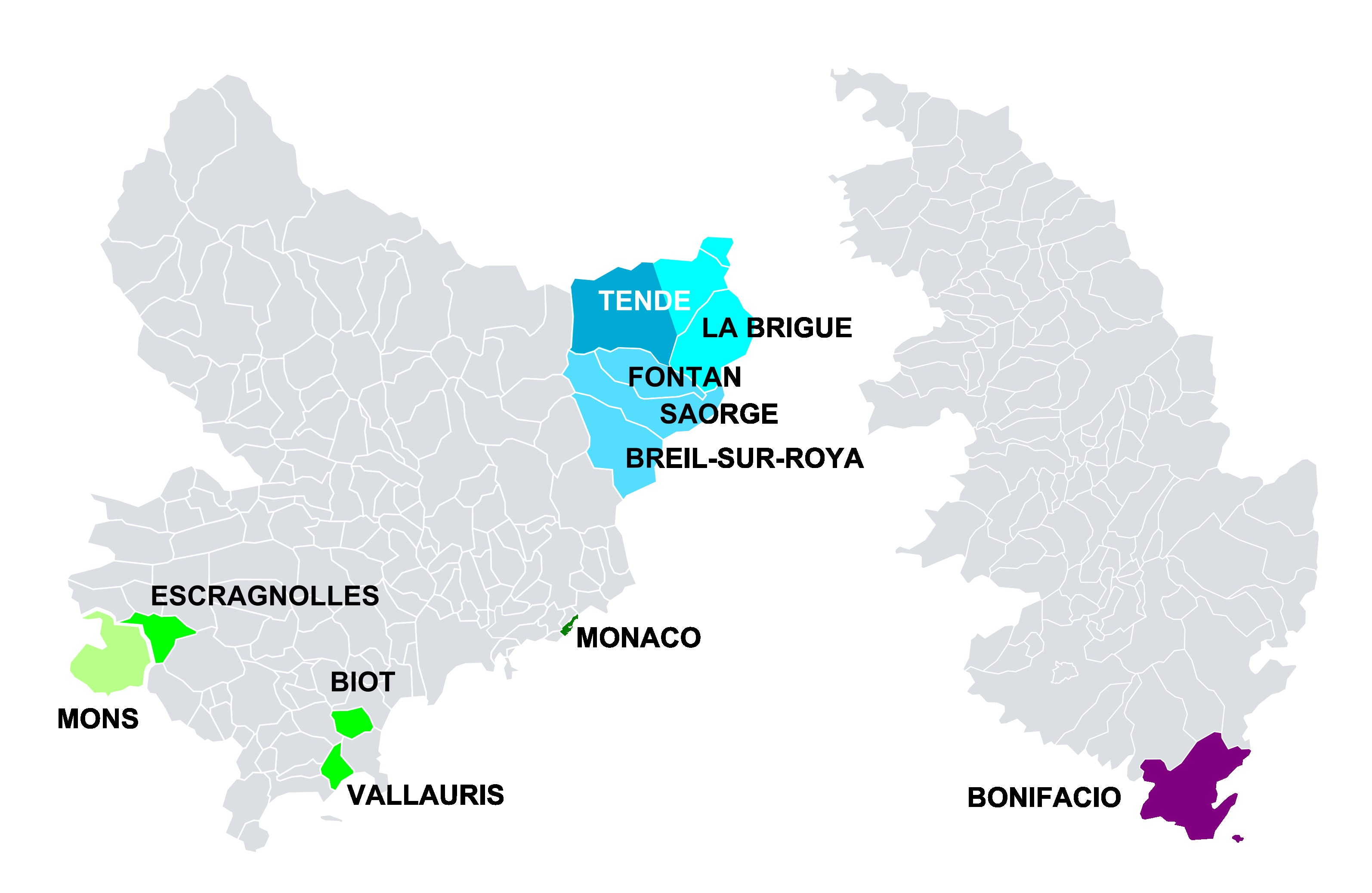
Rozšíření galo-italské ligurštiny (janovštiny) na území kontinentální Francie a Korsiky. V oblasti Monaka se pro ni užívá pojmenování monégasque. Na obrázku chybí region Ligurie v Itálii.

Knihovna Louise Notariho tvoří společně s dalšími třemi institucemi Mediatéku Monaka.
- Knihovna Louise Notariho (La Bibliothèque Louis Notari) (8, rue Louis Notari) - knihy, audioknihy, periodika
- Videotéka a audiotéka Josého Notariho (La Vidéothèque - Sonothèque José Notari) (2, rue Princesse Antoinette) - CD, DVD, hudební a filmová periodika
- Knihovna a ludotéka princezny Caroline (La Bibliothèque Princesse Caroline - Ludothèque) (1, boulevard Albert Ier) - knihy pro děti a mládež, hry a hračky
- Fondy dědictví (Le Fonds patrimonial) (L'Hélios - 3, Promenade Honoré II) - regionální sbírky, vzácné fondy, povinné výtisky[1]
  - regionální sbírky: Shromažďují rukopisy, tisky, fotografie, mapy a plány, úřední dokumenty, známky, obrázky, malby a další dokumenty týkají se historie Monaka a sousedních regionů Nice (Nicejské hrabství), Provence, Piemontu a Ligurie.
  - vzácné fondy: Od roku 1993 samostatná sbírka původních či podepsaných vydání vzniklá z darů i akvizic. Jejich součástí jsou sbírky avantgardních umělců a literátů dvacátého století jako např. sbírky futurismu, dadaismu, surrealismu či Ruského baletu. A také sbírky současných umělců (především místních) obsahující knihy, ale i rytiny, malby, sochy a další umělecké formy.
  - povinné výtisky: Knihovna má právo povinného výtisku na čtyři kopie všech děl vydaných či vytištěných v Monaku, ale také do Monaka dovezených. Od roku 2006 je toto právo rozšířené také na jiné nosiče než jsou knihy, jako např. zvukové záznamy, digitální datové soubory apod.